# ويليام برنسايد
ويليام برنسايد (بالإنجليزية: William Burnside)‏ (2 يوليو 1852 – 21 أغسطس 1927) هو رياضياتي إنجليزي. اكتسب معظم شهرته من كونه من أوائل الباحثين في نظرية الزمر المنتهية.
وُلد برنسايد في لندن، والتحق بكليتي سانت جونز وبيمبروك في جامعة كامبريدج، والتي أصبح فيها الرانغلر الثاني عام 1875. ألقى محاضرات في كامبريدج خلال العشر سنوات اللاحقة، ثم عُين أستاذًا للرياضيات في الكلية البحرية الملكية في غرينيتش. ورغم أنها كانت بعيدة نسبيًا عن مراكز البحث الرياضياتي في بريطانيا، نشر برنسايد أكثر من 150 ورقة في حياته.

## روابط خارجية
- ويليام برنسايد على موقع الموسوعة البريطانية (الإنجليزية)